# Soneto 135
| «» Soneto 135 |
| --- |
| Whoever hath her wish, thou hast thy “Will,” And “Will” to boot, and “Will” in overplus; More than enough am I that vex thee still, To thy sweet will making addition thus. Wilt thou, whose will is large and spacious, Not once vouchsafe to hide my will in thine? Shall will in others seem right gracious, And in my will no fair acceptance shine? The sea, all water, yet receives rain still, And in abundance addeth to his store; So thou, being rich in “Will,” add to thy “Will” One will of mine, to make thy large “Will” more. Let no unkind, no fair beseechers kill; Think all but one, and me in that one “Will.” |
| –William Shakespeare |

O Soneto 135 é um dos 154 Sonetos de Shakespeare.

## Estrutura
O Soneto 135 é um soneto inglês característico, composto de 3 quartetos e um dístico, com esquema rímico do soneto inglês, também chamado soneto shakespeareano.

## Análise
Este soneto, que faz dueto com o Soneto 136 e com ele relacionado, apresenta uma súplica do poeta para que possa voltar à cama da amante, a Dama Negra. É um soneto mais aberto na sexualidade do que a maioria dos outros, onde o poeta implora por sexo à Dama Negra.
O poeta, aí, faz um trocadilho e um jogo de palavras com "Will", onde ele se esconde com um codinome ou utiliza os verdadeiros significados.
Este soneto e o seguinte (Soneto 136) marcam as mudanças em potenciais conotações obscenas de uma palavra, "will" (vontade). Comentaristas identificaram alguns significados relevantes (nem todos obscenos). Qualquer leitor dos dois sonetos (este e o seguinte) logo percebe que os significados ocultos são de maior importância do que o significado superficial. De fato, o significado óbvio de "will" como "desejo, intenção" é frequentemente suprimido por completo, e uma leitura direta do poema, ignorando ou ignorando todos os trocadilhos obscenos, tende a produzir um absurdo.

## Traduções

### Tradução deThereza Christina da Motta
A tradutora fez uma tradução mais próxima da literal, sem se ater a ritmo, métrica ou rima.
Todos têm seu desejo, tu tens o teu,

E Desejo de dar, e Desejo à mancheia;

Mais do que devo, eu ainda a perturbo,

Acrescendo sempre mais ao teu desejo.

Senão, quem deseja de modo largo e prazeroso,

Sem esconder o meu desejo no teu?

O desejo em outros parecerá gracioso,

E em mim não pode ser aceito?

O mar, os rios recolhem as águas da chuva,

E, abundantes, somam-se às suas reservas;

E tu, rica em Desejo, aumenta o teu Desejo

Com o meu para fazer crescer ainda mais o teu.

Não matemos os amantes injustos e pouco gentis;

Pensa apenas em mim e, em mim, neste Desejo teu.

### Tradução de Pedro Debreix
O tradutor manteve-se fiel ao esquema original do soneto, fazendo-o em decassílabos, ora heróicos, ora em pentâmetro iâmbico, mantendo também o esquema rímico.
Todos temos desejos, tu "desejas"

De sobra, e tens "desejo" em demasia

E mais desejo dar minh'alma almeja

Ao te ampliar além do que se amplia.

Tu, que tens o desejo muito largo,

Não quer que o meu desejo adentre o teu?

Sempre foi teu desejo muito vago

Aos outros, e não pode ser ao meu?

O mar é todo d'água e, mesmo assim,

Aceita, pela chuva, ser preenchido.

Da mesma forma, o teu "desejo" em mim

Será maior "desejo" ao "meu" se unido.

Não ponhas fim, portanto, aos que cortejam

Pois todos, num só gesto, te "desejam".

### Tradução deMilton Lins
Na tradução deste soneto, o tradutor fugiu do decassílabo, fazendo-a toda em verso dodecassílabo alexandrino permanecendo, no entanto, o esquema rímico original.
Em quem te cortejar, verás sempre o teu Will,

Um Will para enxotar, um Will para cortar;

Mais do que essencial para irritar um vil,

Ao teu rico querer um mais acrescentar.

Não vais com teu legado, ampliado e espaçoso,

Nem uma vez somente honrar o meu desejo?

Por que parecerá aos outros gracioso,

E em todo o meu querer nenhum brilho entrevejo?

O mar e toda a água as chuvas vão beber,

Aumentam sobremodo o seu manancial:

E tu, rica em legado, aumentas teu poder,

Um bem, de mim largado, ensancha o teu bornal.

Não deixe um homem mau (nem o autor mais vil)

Pensar somente em um, e eu penso em mim, WILL.

### Tradução de José Arantes Junior
Este tradutor seguiu o esquema rímico do autor no soneto: ABAB CDCD EFEF GG, como um soneto inglês. Mas não o seguiu no ritmo nem na métrica, preferindo dar-lhe um aspecto plástico, com 36 caracteres em cada verso, que lhe mostram a forma, quando utilizada uma fonte monoespaçada.
Pessoas têm desejo e tu tens vontade,

E, com este afã, tens um algo a mais,

E é tanto que até causa perplexidade

Pela soma dos teus encantos naturais;

Tu, cuja vontade é imensa e espaçosa,

Não tem tanto para, à mimha, ocultar,

A linha dos outros pode ser graciosa

Mas não tem virtude para se iluminar;

O mar recebe a chuva em sua dimensão

E a abundância representa o seu teor,

És rica em vontade e, por associação,

A minha vontade ressalta o teu valor;

Não deixes que o erro mate a afeição,

Todos em um e eu em tua determinação.